# Führerschein und Lenkberechtigung (Österreich)

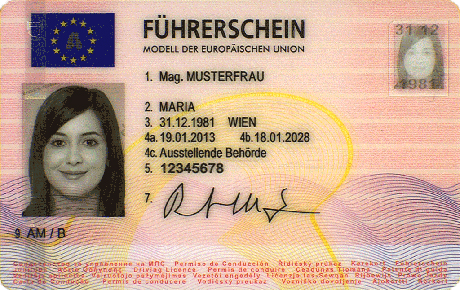
Vorderseite eines Scheckkartenführerscheins (EU-Führerschein)

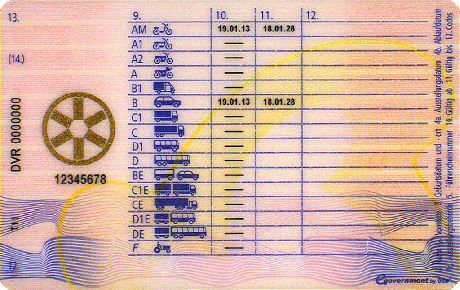
Rückseite mit befristeter Lenkberechtigung für die Klassen AM und B

Führerschein und Lenkberechtigung sind Begriffe aus dem österreichischen Führerscheingesetz – FSG. Die Lenkberechtigung ist eine von der Behörde erteilte Erlaubnis zum Lenken eines Kraftfahrzeuges und Ziehen eines Anhängers im Sinne des Kraftfahrgesetzes 1967 (KFG 1967) mit einer Bauartgeschwindigkeit von mehr als 10 km/h auf Straßen mit öffentlichem Verkehr (§ 1 FSG). Als solche gelten gemäß § 1 der Straßenverkehrsordnung 1960 Straßen, die von jedermann unter den gleichen Bedingungen benützt werden können. Der Führerschein ist die amtliche Bescheinigung über die Lenkberechtigung.
Außer den prinzipiellen Regelungen im Rahmen des Führerscheingesetzes (FSG) über die Klassen und Unterklassen der Lenkberechtigung ist in Österreich seit 1. Juli 2005 (7. Führerscheingesetz-Novelle) das Vormerksystem („Punkteführerschein“) in Kraft. Außerdem gibt es den Probeführerschein (§ 4 FSG, 8. Führerscheingesetz-Novelle), der für Fahranfänger auf drei Jahre (bei L17-Lenkern jedoch mindestens bis zum vollendeten 21. Lebensjahr) befristet besonders strenge Regelungen trifft.
Die seit dem 19. Jänner 2013 nach der Dritten EU-Führerscheinrichtlinie ausgestellten EU-Führerscheine sind nur mehr für 15 Jahre gültig und müssen anschließend neu ausgestellt werden. Verpflichtende ärztliche Untersuchungen für die Neuausstellung des Führerscheindokuments sind nicht vorgesehen. Zweck ist nur die Erneuerung der Fotos, da auf diesen nach diesem Zeitraum die Person unter Umständen nicht mehr erkennbar ist. Dadurch soll die Aktualität des Dokuments erhalten werden. Zusätzlich sollen neue Sicherheitsmerkmale die Fälschungssicherheit erhöhen.
Eine von der zuständigen Behörde in Österreich ausgestellte Lenkberechtigung ist innerhalb des gesamten Europäischen Wirtschaftsraums (EWR) einer nationalen Lenkberechtigung gleichgestellt. Führerscheine, die außerhalb des EWR  ausgestellt wurden, sind in Österreich nur befristet und eingeschränkt verwendbar (§ 23 FSG). Führerscheine aus bestimmten Ländern können in Österreich überhaupt nicht verwendet werden. Bei längerem Aufenthalt bzw. Gründung eines Wohnsitzes in Österreich besteht die Verpflichtung zur Umschreibung. Diese Regelungen betreffen auch österreichische Staatsbürger, wenn sie außerhalb des EWR einen Führerschein erworben haben.

## L17-Ausbildung
In Österreich kann mit einer speziellen Ausbildung, die in fast allen Fahrschulen angeboten wird, der Führerschein bereits mit 17 Jahren erlangt werden. Die 17-jährigen Prüfungsanwärter können die normale Ausbildung bereits mit 15,5 Jahren beginnen (Kurs in der Fahrschule und Fahrstunden) und bekommen danach die Möglichkeit, mit einer Begleitperson auf öffentlichen Straßen zu fahren. Die Begleitperson muss hierbei mindestens sieben Jahre den Führerschein besitzen und ein besonderes Naheverhältnis zum Fahrschüler aufweisen; meistens wird diese Position von den Eltern des Fahranfängers übernommen. Auf diesen Fahrten muss vorn und hinten am Fahrzeug ein genormtes „L17-Ausbildungsfahrt“-Schild angebracht sein. Es müssen Ausbildungsfahrten im Umfang von mindestens 3000 Kilometern nachgewiesen werden, wobei nach jeweils 1000 Kilometern eine Überprüfungsfahrt in der Fahrschule zu absolvieren ist. Wenn all diese Voraussetzungen erfüllt sind, bekommt der Fahrschüler mit Vollendung des 17. Lebensjahres die Möglichkeit, die Führerscheinprüfung abzulegen und darf nach erfolgreicher theoretischer und praktischer Prüfung – im Gegensatz zum deutschen Modell – alleine fahren. Bis auf eine bis zum 21. Geburtstag andauernde Probezeit (Probezeit für Nicht-L17-Führerscheinbesitzer: drei Jahre nach Ausstellung) ist der 17-Jährige jedem anderen Führerscheinbesitzer gleichgestellt.

## Klasse F – Traktor und Arbeitsmaschinen
Die Klasse F für Traktoren (in Österreich amtlich Zugmaschine) kann unter bestimmten Voraussetzungen ab dem vollendeten 16. Lebensjahr erworben werden, ansonsten mit Vollendung des 18. Lebensjahres. Mit der Klasse F dürfen gelenkt werden:
- Zugmaschinen
- Motorkarren
- Landwirtschaftliche selbstfahrende Arbeitsmaschinen
- Selbstfahrende Arbeitsmaschinen
- Transportkarren

jeweils mit einer Bauartgeschwindigkeit von nicht mehr als 50 km/h
- Einachszugmaschinen bis 25 km/h
- Sonderkraftfahrzeuge.

Die Lenkberechtigung der Klasse F gilt neben Österreich auch in den Ländern Dänemark, Deutschland, Finnland, Frankreich, Luxemburg, Portugal und Slowenien.
Die Alkoholgrenze beträgt für die Klasse F bis zur Vollendung des 20. Lebensjahres 0,1 Promille, danach 0,5 Promille.

## Klasse G – Arbeitsmaschinen
Die Klasse G für Arbeitsmaschinen existiert seit 1. Oktober 2002 nicht mehr. Sie ist in die Klasse F integriert worden. Die durch diese Gruppe erweiterten Berechtigungen wurden bei den Besitzern der Gruppe F mit eingetragen.

## Feuerwehrführerschein

Feuerwehrführerschein, ausgestellt vom NÖ Landesfeuerwehrverband

Der Österreichische Feuerwehrführerschein (lt. § 32a FSG) erleichtert das Lenken von Feuerwehrfahrzeugen. So ist „das Lenken von Feuerwehrfahrzeugen (das ist ein Kraftfahrzeug oder Anhänger, das nach seiner Bauart und Ausrüstung ausschließlich oder vorwiegend zur Verwendung für Feuerwehren bestimmt ist; Zitat § 2 Absatz 1 Ziffer 28 KFG 1967) mit der Lenkberechtigung der Klasse B in Verbindung mit einem Feuerwehrführerschein zulässig“. Das bedeutet, dass man bereits mit vollendetem 18. Lebensjahr Feuerwehrfahrzeuge jeder Art, auch wenn dieses mehr als 3.500 kg höchste zulässige Gesamtmasse aufweist oder ein Autobus ist, ohne zusätzliche Lenkberechtigung lenken darf. Besitzt der Inhaber eines Feuerwehrführerscheines eine Lenkberechtigung der Klasse B+E, dann ist das Ziehen von anderen als leichten Anhängern, die Feuerwehrfahrzeuge sind, mit Zugfahrzeugen der Klassen C oder D oder der Unterklasse C1 auch ohne Besitz der Klassen C+E oder C1+E oder D+E zulässig.
Die Ausbildung liegt je nach Bundesland bei den einzelnen Feuerwehren oder bei den zuständigen Landesfeuerwehrverbänden, die auch den Führerschein ausstellen. In der Praxis ist in einigen Bundesländern aber ein Führerschein mindestens der Klasse C1 notwendig um einen Feuerwehrführerschein ausgestellt zu bekommen. Der Führerschein hat eine Gültigkeit für eine Dauer von zehn Jahren. Zur Verlängerung ist aber nur eine Untersuchung durch einen Feuerwehrarzt notwendig, die in etwa einer Feuerwehrtauglichkeitsuntersuchung entspricht.
Diese Spezialform des Führerscheines wurde 2004 eingeführt, um den Bestand an Kraftfahrern bei den Feuerwehren zu sichern. Notwendig wurde dies aus zweierlei Gründen. Einerseits werden auch die kleineren Feuerwehrfahrzeuge immer schwerer und überschreiten meist das Gesamtgewicht von 3,5 Tonnen. Andererseits werden die Barrieren, einen Lkw-Führerschein zu erreichen und zu behalten, immer schwieriger. Einen zusätzlichen Streitpunkt ergibt nach wie vor das Alkohollimit, das beim Lenken eines Lkw bei 0,1 ‰ liegt, während mit dem Feuerwehrschein 0,5 ‰ erlaubt sind.
Mit Gültigkeit ab 2011 wurde die Feuerwehrführerscheinverordnung dahin gehend erweitert, dass bei vorhandenem Führerschein B nach einer Ausbildung bei der örtlichen Feuerwehr Fahrzeuge mit einem zulässigen Gesamtgewicht bis 5,5 Tonnen gelenkt werden dürfen. Diese Regelungen wurden auch auf die Rettungsdienste, die die Ausbildung bei der jeweiligen Organisation selbst vornehmen können, ausgedehnt. Außerdem wurde es für öffentliche Sicherheitsdienste zum Lenken gepanzerter Fahrzeuge bis zu diesem Gewicht erweitert. In diesem Fall wird die Bestätigung vom BM.I ausgestellt.

## Heereslenkberechtigung
Im Rahmen der internen Ausbildung des Bundesheeres können alle Führerscheinklassen erworben werden. Auf die heereseigene Ausbildung folgt eine heeresinterne Fahrprüfung, welche grundsätzlich der „zivilen“ Fahrprüfung gleicht; sie wird um einige militärische Kapitel und Fahrübungen ergänzt. Die Heereslenkberechtigung gilt nur auf Dauer der Heeresangehörigkeit und für Heeresfahrzeuge, wobei es mehr Fahrerlaubnistypen gibt als beim zivilen Führerschein. So sind beispielsweise Fahrzeuge deren höchst zulässiges Gesamtgewicht bei 3,5 Tonnen liegt in geländegängige (Führerscheinkennzeichnung B2) und nicht geländegängige Fahrzeuge (B1) aufgeteilt. Auch bei Lastkraftwagen und Panzerfahrzeugen gibt es solche zusätzlichen Unterscheidungen. Allerdings kann eine Heereslenkberechtigung problemlos in eine zivile Lenkberechtigung gleichen Umfanges umgetauscht werden.

## Code 111 – Motorräder bis 125 cm³
In Österreich dürfen Motorräder mit einem Hubraum von maximal 125 cm³ und einer Leistung von maximal 11 kW (15 PS) auch mit dem Führerschein der Klasse B gelenkt werden, wenn man die Führerscheinklasse B bereits seit mindestens fünf Jahren ununterbrochen besitzt und in einer Fahrschule oder bei einem Automobilclub sechs Fahrstunden mit einem entsprechenden Motorrad nachweist. Dabei wird eine Stunde Theorie unterrichtet und 5 Stunden werden Kurvenfahren, Blickführung, Anbremsen vor Kurven und Notbremsungen trainiert. Diese Kurse können auf einem Übungsplatz oder im Straßenverkehr abgehalten werden, kosten zwischen 100 und 300 Euro und man erhält eine Bescheinigung über den Kursbesuch ausgestellt. Es gibt keine Prüfung.
Mit dieser Bescheinigung wird bei der Behörde der Führerschein neu ausgestellt, da bei der Klasse B zusätzlich der Code 111 eingetragen wird. Für 2013 war geplant, zum bestehenden Führerschein ein Zusatzblatt auszugeben, das mitzuführen ist, was aber wieder verworfen wurde. Der Zusatzeintrag wird nur in Österreich anerkannt.
Nach der Umsetzung der Führerschein-Richtlinie 2006/126/EG hat das Bundesministerium für Verkehr, Innovation und Technologie im Jahr 2013 bei EU-Staaten angefragt, ob ein (österreichischer) B-Führerschein auch dort Anerkennung finden würde, woraufhin Italien, Lettland, Portugal, Spanien und Tschechien erklärt haben, dass ein B-Führerschein zum Lenken eines Motorrades bis 125 cm³ mit der nationalen Gesetzgebung in Einklang zu bringen sei. Einschränkend darf man in Portugal aber erst ab einem Mindestalter von 25 Jahren fahren und in Tschechien nur Fahrzeuge mit einem Automatikgetriebe lenken. Code 111 ist dafür nicht erforderlich.
Eine Anfrage im Jahr 2002 ergab, dass ein (österreichischer) B-Führerschein nur in Italien und Luxemburg mit der nationalen Gesetzgebung in Einklang zu bringen sei. In Luxemburg durfte man jedoch nur mit einem B-Führerschein, der vor 1980 ausgestellt wurde, ein Motorrad bis 125 cm³ lenken. Die Regelung für Luxemburg wurde 2013 aufgelassen.
In Belgien, Frankreich, Großbritannien, Italien, Lettland, Luxemburg, Polen, Portugal, der Slowakei, Spanien und Tschechien darf man ebenso nur mit dem Führerschein der Klasse B ein Motorrad bis 125 cm³ lenken, wobei die Voraussetzungen dafür unterschiedlich sind: In Italien darf jeder mit einem Führerschein der Klasse B ein Motorrad bis 125 cm³ lenken, in Tschechien und Slowakei nur solche mit Automatikgetriebe und in Polen und Spanien muss man 3 Jahre im Besitz der Klasse B sein und in Portugal ein Mindestalter von 25 Jahren haben. In Frankreich wurde der Neuzugang wieder erschwert, nachdem es zu einer Unfallhäufung gekommen ist. In Ungarn gibt es für Besitzer eines Führerscheins der Klasse B einen B125-Kurs und in der Schweiz ein vereinfachtes Verfahren mit acht Fahrstunden ohne Prüfung, um die Klasse A1 zu erhalten.

## Mopedausweis
Der Mopedausweis ist für ein- und mehrspurige Motorfahrräder mit bis zu 50 cm³ Hubraum und mit einer maximalen Bauartgeschwindigkeit von 45 km/h gültig. Diese Kraftfahrzeuge werden in Österreich umgangssprachlich als Moped bezeichnet.
Mit einer Einwilligungserklärung der Erziehungsberechtigten und der Absolvierung einer zusätzlichen praktischen Ausbildung im Ausmaß von acht Unterrichtseinheiten (Regelfall: sechs Einheiten Fahrzeugbeherrschungstraining, zwei Einheiten fahren im Verkehr mit einem Instruktor) kann der Ausweis mit dem 15. Geburtstag ausgestellt werden. Ohne diese Erklärung ist der Stichtag für die Ausstellung des Mopedausweises der 16. Geburtstag.
Vor der Ausstellung des Ausweises muss ein sechsstündiger Verkehrsunterricht in einer Fahrschule, bei einem Verkehrsclub oder im Rahmen der schulischen Ausbildung besucht werden.
Weiters ist eine theoretische Prüfung positiv zu absolvieren. Der Stoff ist auf 255 Fragen aufgeteilt; davon werden 24 per Fragebogen gestellt.
Diese Ausbildung bzw. Prüfung darf im Normalfall ein halbes Jahr vor dem Stichtag für die Ausstellung des Ausweises durchgeführt werden; dies gilt nicht, wenn die Ausbildung im Rahmen der schulischen Ausbildung besucht wird. Die Prüfung wird bei Fahrschulen, Verkehrsclubs oder in Schulen und nicht bei Behörden abgelegt.
Dieser Ausweis mit einem speziellen Vermerk ist auch notwendig, um vierrädrige Leichtkraftfahrzeuge (Microcar) sowie Quads bis zu 50 cm³ Hubraum zu lenken. Dabei ist zusätzlich zu den oben angeführten Voraussetzungen eine eigene praktische Ausbildung mit einem Microcar/Quad in der Dauer von mindestens sechs Lektionen zu absolvieren. Sollte die theoretische Prüfung Voraussetzung für die Ausstellung des Mopedausweises sein, dann muss eine Zusatzprüfung positiv abgelegt werden. Dabei werden aus einem Fragentopf von 28 Zusatzfragen sieben gestellt.
Eine Lenkberechtigung – egal welche Klasse(n) sie auch umfasst – ersetzt den Mopedausweis.
Mopedausweis im Ausland – Gültigkeit
Der Mopedausweis gilt grundsätzlich nur in Österreich. Für das Fahren mit Motorfahrrädern verlangen Bulgarien, Deutschland, Dänemark, Monaco, Marokko, Tschechien und die Slowakei von österreichischen Staatsbürgern eine Lenkberechtigung der Klasse A (in Deutschland reicht auch Klasse B).  In allen anderen Staaten, die das Wiener Übereinkommen über den Straßenverkehr von 1968 anerkannt haben, reicht der österreichische Mopedausweis aus.

## Gefahrgutlenkerausweis
Ein Gefahrgutlenkerausweis (früher auch B6-Bescheinigung) ist zum Lenken von Fahrzeugen notwendig, die mit Gefahrgut beladen sind. Vor dem 31. August 1998 war das Mindestalter das vollendete 24. Lebensjahr, mit dem Inkrafttreten des neuen Gefahrgutbeförderungsgesetz ist diese Altersbeschränkung weggefallen. Für Gefahrgut Klasse 1 (explosives) und Klasse 7 (radioaktives Material) ist eine zusätzliche Ausbildung notwendig, wie auch für die Beförderung von Gefahrgut in Tanks. Die Gefahrgutausbildung führen neben besonders ermächtigten Fahrschulen auch Berufsausbildungsinstitute durch, wie zum Beispiel WIFI, BFI oder ARC.

## Schulbuslenkerausweis
Der Schulbuslenkerausweis ist notwendig, um in Personenkraftwagen mit neun Sitzplätzen (Kleinbussen) bis zu 14 Schulkinder befördern zu dürfen. Er wird von den Bezirksverwaltungsbehörden ausgestellt.

## Mehrphasenausbildung
Führerscheinneulinge haben in Österreich auch nach der Führerscheinprüfung Ausbildungseinheiten vor sich. Diese haben allerdings keinen Prüfungscharakter, sondern dienen der Perfektionierung.
Diese weiterführenden Einheiten nennt man Mehrphasenausbildung:
Diese umfasst beim B-Führerschein zwei Perfektionsfahrten (zwei bis vier bzw. sechs bis zwölf Monate nach der Prüfung) und ein Fahrsicherheitstraining (drei bis neun Monate nach der Prüfung). Für L17-Lenker entfällt die erste Perfektionsfahrt; der A-Führerschein erfordert neben dem Fahrsicherheitstraining (inklusive einem psychologischen Gruppengespräch) auch eine Perfektionsfahrt.

## Nicht-österreichische Lenkberechtigungen

### Mitgliedsstaaten von EU oder EWR
Lenkberechtigungen, die in den Staaten der Europäischen Union oder des Europäischen Wirtschaftsraumes gültig sind, sind ebenfalls in Österreich uneingeschränkt gültig. Der Führerschein muss nicht umgetauscht werden. Allerdings ist zu beachten, dass das in Österreich festgelegte Mindestalter zum Lenken von Fahrzeugen einer bestimmten Klasse in jedem Fall einzuhalten ist, auch wenn im Heimatstaat ein niedrigeres Mindestalter gelten sollte.
Ausnahme: Führerscheine aus Deutschland, Dänemark und dem Vereinigten Königreich (inklusive Nordirland), die aufgrund gegenseitiger Abkommen schon ab 17 Jahren anzuerkennen sind.

### Nicht-Mitgliedsstaaten von EU oder EWR
Personen, die ihren Hauptwohnsitz aus einem Nicht-EWR-Land nach Österreich verlegen, müssen ihre nicht-österreichische Lenkberechtigung (ihren nicht-österreichischen Führerschein) innerhalb von sechs Monaten in eine österreichische Lenkberechtigung umtauschen. Diese Frist kann auf Antrag bis zu einem Jahr verlängert werden. Entweder wird die nicht-österreichische Lenkberechtigung direkt umgeschrieben oder es muss unter Umständen eine praktische Fahrprüfung abgelegt werden.
Wird der Hauptwohnsitz nicht nach Österreich verlegt, dann darf mit einer ausländischen Lenkberechtigung, die von einer Vertragspartei des Wiener Übereinkommens über den Verkehr von Kraftfahrzeugen, des Genfer Übereinkommens über den Straßenverkehr oder dem Pariser Abkommen über den Straßenverkehr erteilt wurde, bis zu zwölf Monaten ab Eintritt in das österreichische Bundesgebiet gefahren werden, wenn der Besitzer dieser Lenkberechtigung das 18. Lebensjahr vollendet hat. Damit ist sichergestellt, dass Touristen mit ihrem heimatlichen Führerschein problemlos fahren dürfen, sofern sie über eine Lenkberechtigung aus einem Staat verfügen, der eines der drei angeführten Abkommen ratifiziert hat.
Aufgrund der aktuellen Rechtsprechung des Österreichischen Verwaltungsgerichtshofes (vom 18. Dezember 2006) gilt für beide Fälle (also Wohnsitzverlegung nach Österreich → § 23/1 FSG, sowie Hauptwohnsitz im Ausland → § 23/5 FSG), dass ein Führerschein aus einem Mitgliedsstaat eines der drei internationalen Abkommen oder ein EU/EWR-Führerschein vorliegen muss.
Österreicher, die in einem anderen EU-Land den Führerschein machen wollen, etwa weil sie erwarten, ihn dort leichter zu erhalten, insbesondere nach einem Führerscheinentzug in Österreich, können das zwar legal tun, müssen sich jedoch in dem Land, in dem sie den Führerschein beantragen, für mindestens 185 Tage mit Wohnsitz melden. Dieser Führerschein ist dann auch in Österreich gültig.

## Historisches

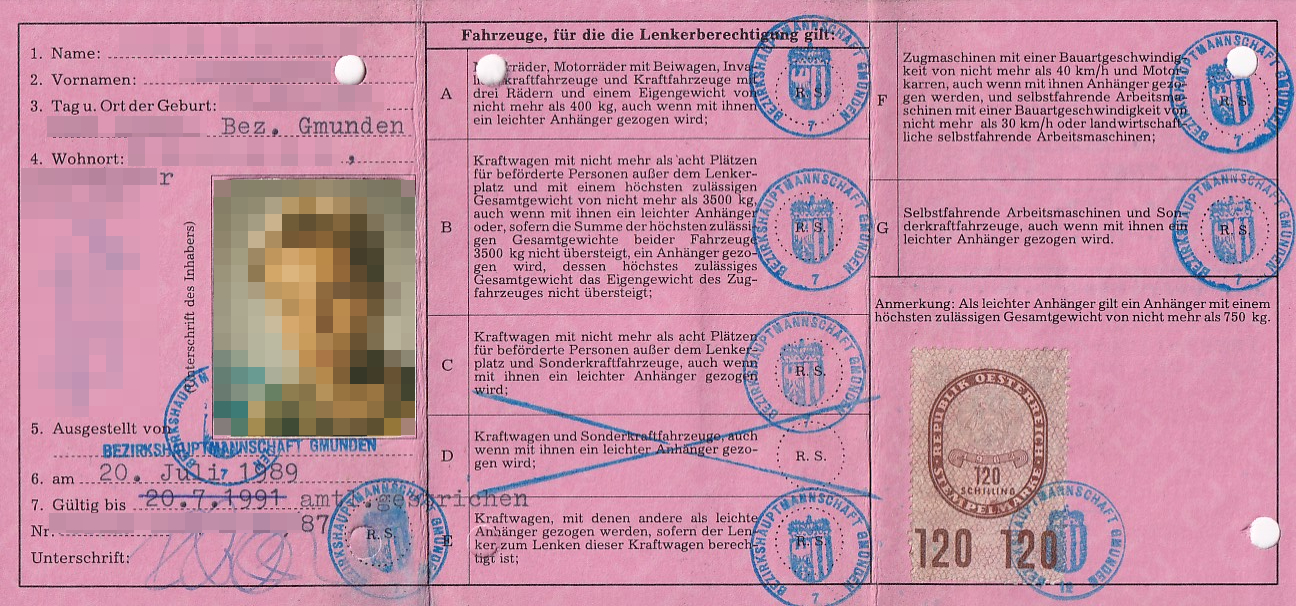
Führerschein in Österreich 1989

### Führerscheinklassen
Bevor der Gefahrgutlenkerausweis eingeführt worden war, gab es für Tankkraftwagen die spezielle Klasse H. Diese Klasse wurde aber in den 1970er Jahren abgeschafft.
Es gab ab ca. 1977 die Unterklassen AJ und AK. AK war generell auf unter 50 Kubikzentimeter beschränkt, die Klasse AJ war bis zur Vollendung des 18. Lebensjahres auf unter 50 Kubikzentimeter beschränkt und wurde automatisch zur uneingeschränkten Klasse A. AJ wurde 1991 abgeschafft, AK erst 1997. Die dazugehörende Fahrzeugklasse waren die Kleinmotorräder.

### Ausbildung
Bis in die 1980er Jahre waren zwei Möglichkeiten der Führerscheinausbildung möglich. Die am weitesten verbreitetste war die, wie heute auch praktizierte, Ausbildung in einer Fahrschule. Die Preisunterschiede für die klassische Führerscheinausbildung der Klasse B betrugen laut Arbeiterkammer Oberösterreich bis zu 53 %.
Eine weitere Ausbildung war eine rein private, die sogenannte ‚§ 122-Ausbildung‘, wo man nur eine Übungsfahrtgenehmigung von der Bezirkshauptmannschaft sowohl für den Ausbilder als auch für das Fahrzeug benötigte. Beide mussten gewisse Bedingungen, wie Fahrpraxis des Lehrenden oder eine vom Beifahrer erreichbare Handbremse im Übungsfahrzeug erfüllen. Das theoretische Wissen konnte man sich im Selbststudium aneignen. Diese Art der Ausbildung war nur für die Fahrzeuge der Gruppe B üblich, aber auch für Gruppe C möglich. Das Fahrzeug war dabei hinten (innerhalb der Scheibe) mit „L“ (weiß auf blauem Quadrat) und „Übungsfahrt“ zu markieren, Übungsfahrten durften (zumindest anfangs) nicht oder nur mit reduziertem Tempo auf Autobahnen stattfinden, die praktische Prüfung fand mit diesem Übungsfahrzeug meist im Anschluss an Prüfungen bei einer Fahrschule statt.

## Internationaler Führerschein
In Österreich wird der Internationale Führerschein von den beiden Autofahrerclubs ÖAMTC und ARBÖ ausgestellt. Voraussetzung zur Beantragung sind ein gültiger österreichischer Führerschein (alt oder EU-Führerschein) bei Wohnsitz in Österreich oder ein EWR-Führerschein, unabhängig davon, ob sich der Hauptwohnsitz in Österreich befindet. Inhaber eines Nicht-EWR-Führerscheins ohne Hauptwohnsitz in Österreich können einen Internationalen Führerschein nur dann beantragen, wenn der Ausstellungsstaat ihres Führerscheins Vertragspartei des Wiener-, Genfer- oder Pariser Abkommens ist. Zur Beantragung sind der gültige Führerschein im Original und ein Passbild vorzulegen, die Ausstellung wird gegen Bezahlung einer Gebühr umgehend vorgenommen. Gültig ist das Dokument ein Jahr minus einem Tag.

## Schwindeln bei der Prüfung
Gegen nahezu 100  Führerscheinprüflinge, die bei der Prüfung schummelten (und erwischt wurden) wurde ab Herbst 2020 von der Polizeiinspektion Graz, Karlauerstraße ermittelt und der Staatsanwaltschaft bis März 2023 Anzeigen übermittelt. Eine Methode war Minikamera im Ärmel, Minihörer im Ohr und Verbindung per Smartphone(s) zu einem einsagenden Komplizen. In einem Fall wurde der Prüfungscomputer in der Fahrschule so manipuliert, dass einer aus der Ferne abgefragt und bedient werden konnte. Der Oberste Gerichtshof hob im September 2023 die Urteile über Geldstrafen auf, da es keinen passenden Straftatbestand dafür gibt.

## Radfahrausweis
- In Österreich können 10- oder 11-Jährige einen Radfahrausweis erwerben, was seit einigen Jahren häufig im Zuge des Pflichtschulunterrichts geschieht. Sonst ist vollberechtigtes Radfahren erst ab 12 erlaubt. Kinder ab 6 dürfen begleitet von mindestens 16-Jährigen ebenfalls Rad fahren. Jüngere Kinder nur am Gehsteig.
- In Österreich kann Personen gegenüber auch ein Radfahrverbot verhängt werden.